# Municipio de Island Grove (Nebraska)
El municipio de Island Grove (en inglés: Island Grove Township) es un municipio ubicado en el condado de Gage en el estado estadounidense de Nebraska. En el año 2010 tenía una población de 105 habitantes y una densidad poblacional de 1,13 personas por km².

## Geografía
El municipio de Island Grove se encuentra ubicado en las coordenadas 40°7′34″N 96°30′49″O / 40.12611, -96.51361. Según la Oficina del Censo de los Estados Unidos, el municipio tiene una superficie total de 92.97 km², de la cual 92,35 km² corresponden a tierra firme y (0,67 %) 0,62 km² es agua.

## Demografía
Según el censo de 2010, había 105 personas residiendo en el municipio de Island Grove. La densidad de población era de 1,13 hab./km². De los 105 habitantes, el municipio de Island Grove estaba compuesto por el 99,05 % blancos, el 0,95 % eran asiáticos. Del total de la población el 0 % eran hispanos o latinos de cualquier raza.